# Polyommatus major
Polyommatus major är en fjärilsart som beskrevs av Ruggero Verity 1946. Polyommatus major ingår i släktet Polyommatus och familjen juvelvingar. Inga underarter finns listade i Catalogue of Life.